# Denis Joeskov
Denis Igorevitsj Joeskov (Russisch: Дени́с И́горевич Юско́в) (Moskou, 11 oktober 1989) is een voormalig Russisch langebaanschaatser. Op de WK afstanden 2013 werd hij wereldkampioen op de 1500 meter.

## Carrière
Joeskov, geboren in Moskou, groeide op in Moldavië, maar verhuisde later met zijn moeder weer naar Moskou.
In het seizoen 2006/2007 maakte Joeskov, op zeventienjarige leeftijd, zijn debuut in de wereldbeker op de 1500 meter in de B-groep. Later dat seizoen nam hij deel aan het Wereldkampioenschap voor junioren, waarop hij als elfde eindigde in het eindklassement. In de volgende seizoenen kwam Joeskov niet uit in het langebaanschaatsen wegens een schorsing van twee jaar door gebruik van marihuana, iets wat hij altijd ontkend en aangevochten heeft. Door Kosta Poltavets werd hij opgenomen in de nationale selectie vanwege het talent dat deze in hem zag.
Pas in het seizoen 2011/2012 keerde hij terug in het internationale veld, door deel te nemen aan het Europees kampioenschap 2012. Hij eindigde dat toernooi als achtste en dat leverde Rusland een startbewijs op voor de Wereldkampioenschappen allround. Dit startbewijs ging echter naar Ivan Skobrev, die tijdens het EK geblesseerd was. Later dat jaar nam Joeskov wel deel aan de Wereldkampioenschappen afstanden. Daar verbaasde hij met een zesde plaats op de 1500 meter en de zevende plaats op de 5000 meter. Verder behaalde hij dat toernooi brons op de ploegenachtervolging, samen met zijn landgenoten Ivan Skobrev en Jevgeni Lalenkov.
In het seizoen 2012/2013 won hij een wereldbekerwedstrijd in Inzell en op 21 maart 2013 werd hij wereldkampioen op de Adler Arena in Sotsji, op de 1500 meter, in een nieuw baanrecord van 1.46,32. Op de 5000 meter en de team pursuit viel hij net buiten de medailles.
Het Olympische seizoen 2013/2014 begon voor Joeskov met een 3.34,37 op de 3000 meter, gereden in een kwartetstart tijdens een trainingswedstrijd voorafgaand aan de eerste wereldbekerwedstrijd van het seizoen. Dit is de snelste tijd ooit gereden, maar wordt niet erkend als een officieel wereldrecord. Als wereldkampioen op de 1500 meter kon hij de hoge verwachtingen niet waarmaken op de Olympische Spelen in eigen land. Hij greep naast alle medailles, met een vierde plaats op de 1500 meter als hoogste klassering. In maart 2014, bij het wereldkampioenschap in Heerenveen, was hij weer helemaal terug. Hij won daar de 1500 meter, reed een persoonlijk record op de 10.000 meter, en werd derde in het eindklassement, achter de Nederlanders Koen Verweij en Jan Blokhuijsen.
Het seizoen 2014/2015 begon voor Joeskov slecht maar tijdens het EK Allround won hij brons na wederom winst op de 1500 meter. Op de WK afstanden prolongeerde hij op 13 februari 2015 met grote overmacht zijn wereldtitel op de 1500 meter.
Nationaal nam hij vijf keer plaats op het erepodium bij de allroundkampioenschappen van Rusland, in 2012 en 2013 werd hij tweede en 2014, 2015 en 2016 kampioen.
Joeskov schaatste in 2020 zijn laatste wedstrijd. Nadien kwam de Rus door aanhoudende knieproblemen niet meer in actie. In het voorjaar van 2022 maakte Joeskov bekend definitief te stoppen.

## Records

### Persoonlijke records
| Afstand     | Tijd      | Datum            | Baan           |
| ----------- | --------- | ---------------- | -------------- |
| 500 meter   | 35,42     | 7 november 2015  | Calgary        |
| 1000 meter  | 1.06,92   | 10 december 2017 | Salt Lake City |
| 1500 meter  | 1.41,02   | 9 december 2017  | Salt Lake City |
| 3000 meter  | * 3.34,37 | 2 november 2013  | Calgary        |
| 5000 meter  | 6.11,79   | 17 november 2013 | Salt Lake City |
| 10000 meter | 13.12,49  | 8 maart 2015     | Calgary        |

:* = Officieus wereldrecord

### Wereldrecords
| Nr. | Afstand    | Tijd    | Datum           | Baan           |
| --- | ---------- | ------- | --------------- | -------------- |
| 1.  | 1500 meter | 1.41,02 | 9 december 2017 | Salt Lake City |

#### Wereldrecords laaglandbaan (officieus)
| Nr. | Afstand    | Tijd    | Datum            | Baan       |
| --- | ---------- | ------- | ---------------- | ---------- |
| 1.  | 1500 meter | 1.43,36 | 13 februari 2015 | Heerenveen |

|  | = huidig wereldrecord laagland |

### Baanrecords
| Baan       | Afstand    | Tijd    | Datum      | Wedstrijd                 |
| ---------- | ---------- | ------- | ---------- | ------------------------- |
| Calgary    | 1500 meter | 1.41,33 | 03-12-2017 | Wereldbeker 3 - 2017/2018 |
| Heerenveen | 1500 meter | 1.43,36 | 13-02-2015 | WK Afstanden 2015         |
| Kolomna    | 1500 meter | 1.44,13 | 12-02-2016 | WK Afstanden 2016         |
| Obihiro    | 1500 meter | 1.44,55 | 17-11-2018 | Wereldbeker 1 - 2018/2019 |
| Stavanger  | 1500 meter | 1.44,94 | 29-01-2016 | Wereldbeker 5 - 2015/2016 |
| Astana     | 1500 meter | 1.45,06 | 29-11-2013 | Wereldbeker 3 - 2013/2014 |
| Minsk      | 1500 meter | 1.45,18 | 10-01-2016 | EK Allround 2016          |
| Tomaszów   | 1500 meter | 1.46,78 | 08-12-2018 | Wereldbeker 3 - 2018/2019 |

## Resultaten
| Jaar | EK Allround            | WK Allround           | WK Afstanden                        | Olympische Spelen                            | Wereldbeker                                         | WK Junioren            |
| ---- | ---------------------- | --------------------- | ----------------------------------- | -------------------------------------------- | --------------------------------------------------- | ---------------------- |
| 2007 |                        |                       |                                     |                                              | 0 pnt 1500 m                                        | 11e (35e, 13e, 9e, 8e) |
| 2008 |                        |                       |                                     | 0 pnt 5km/10km                               |                                                     |                        |
| 2009 |                        |                       |                                     |                                              |                                                     |                        |
| 2010 |                        |                       |                                     |                                              |                                                     |                        |
| 2011 |                        |                       |                                     |                                              |                                                     |                        |
| 2012 | 8e (23e, 8e, 4e, 10e)  |                       | 6e 1500m · 7e 5000m · Achtervolging | 23e 1500m 19e 5km/10km 5e Achtervolging      |                                                     |                        |
| 2013 | 13e (14e, 12e, 11e, -) | 10e (16e, 10e, 5e, -) | 1500m · 4e 5000m · 4e Achtervolging | 4e 1500 m · 21e 5km/10km · Achtervolging     |                                                     |                        |
| 2014 |                        | · (11e, , )           |                                     | 17e 1000m 4e 1500m 6e 5000m 6e Achtervolging | 52e 1000m · 1500m · 17e 5km/10km · 9e Achtervolging |                        |
| 2015 | · (4e, 6e, , 4e)       | · (, , 5e)            | 1500m · 4e 5000m                    |                                              | 50e 500m 13e 1500m 21e 5km/10km 5e Achtervolging    |                        |
| 2016 | NC9 · (, 8e, , NS)     | NS2 · (, NS, -, -)    | 1000m · 1500m                       | 5e 1000m · 1500m · 37e 5k/10k                |                                                     |                        |
| 2017 | 7e · (, 8e, , 8e)      | NC9 · (5e, 14e, , NS) | 7e 1000m · 1500m                    | 16e 1000m · 1500m                            |                                                     |                        |
| 2018 |                        |                       |                                     |                                              | 4e 1000m · 1500m                                    |                        |
| 2019 |                        |                       | 5e 1000m · 1500m                    |                                              | 9e 1000m · 1500m                                    |                        |
| 2020 |                        |                       | 5e 1500m 12e 5000m                  | 5e 1500m 16e 5k/10k                          |                                                     |                        |

(#, #, #, #) = afstandspositie op allroundtoernooi (500m, 5000m, 1500m, 10000m) of op juniorentoernooi (500m, 3000m, 1500m, 5000m)
0 pnt = wel deelgenomen, maar geen punten behaald
| NS = niet gestart op een afstand waar wel aan deelgenomen had mogen worden

### Wereldbekerwedstrijden[4]
| Seizoen   | 500m                                    | 1000m                | 1500m                      | 5/10km                               | Achtervolging  |
| --------- | --------------------------------------- | -------------------- | -------------------------- | ------------------------------------ | -------------- |
| 2006/2007 |                                         |                      | -, -, 18e(b), -, -, -      |                                      |                |
| 2007/2008 |                                         |                      |                            | 14e(b), 19e(b), -*, 21e(b), -*, -, - |                |
| 2008/2009 |                                         |                      |                            |                                      |                |
| 2009/2010 |                                         |                      |                            |                                      |                |
| 2010/2011 |                                         |                      |                            |                                      |                |
| 2011/2012 |                                         |                      | -, -, 1e(b), -, 2e(b), 18e | 21e, 3e(b), 6e(b)*, -, 2e(b)*, 14e   | -, -,          |
| 2012/2013 |                                         |                      | 8e, 11e, 4e, , 10e, 5e     | 2e(b), 15e, -*, 1e(b), -, -          | , 7e, 4e,      |
| 2013/2014 |                                         | -, -, 9e(b), -, -, - | 15e, 4e, , , 8e,           | 11e, 8e, -*, 13e, 5e, -              | 7e, 8e, 6e, nc |
| 2014/2015 | -, -, -, -, -, -, -, -, 18e(b), -, -, - |                      | -, -, 13e, 2e(b), , -      | -, -*, -, -, 5e, -                   | -, -, 8e       |
| 2015/2016 |                                         | -, 1e(b), , , -      | , Dq, ,                    | 13e, -*, -, -, -                     |                |

- = geen deelname
(b) = B-divisie
:= 10000m

### Medaillespiegel
| Kampioenschap             | Goud · | Zilver · | Brons · |
| ------------------------- | ------ | -------- | ------- |
| EK Allround klassement    | 0      | 0        | 1       |
| EK Allround afstanden     | 3      | 0        | 0       |
| WK Allround klassement    | 0      | 1        | 1       |
| WK Allround afstanden     | 2      | 2        | 2       |
| WK Afstanden              | 3      | 1        | 1       |
| Wereldbeker 1000m         | 0      | 2        | 1       |
| Wereldbeker 1500m         | 7      | 1        | 1       |
| Wereldbeker 5000m         | 0      | 0        | 4       |
| Wereldbeker Achtervolging | 1      | 1        | 1       |
| Wereldbeker klassement    | 0      | 1        | 1       |